# Лавріненко Назар Петрович
Назар Петрович Лавріненко (22 жовтня 1979, с. Івківці) — український історик, краєзнавець, кандидат історичних наук (2008), редактор.

## Біографія
2001 року закінчив Черкаський державний університет.
У 2001 — 2002 рр. працював учителем історії та правознавства в Івківській ЗОШ І-ІІ ступенів.
Із жовтня 2002 року навчався в аспірантурі, 2008 року захистив кандидатську дисертацію «Соціально-економічне становище та культурно-освітня діяльність православних монастирів півдня Київської єпархії (1793—1917 рр.)».
2002—2011 — викладач кафедри історії та етнології України [Архівовано 1 липня 2013 у Wayback Machine.] Черкаського національного університету імені Богдана Хмельницького.
Автор 45 наукових праць, учасник 12 міжнародних і всеукраїнських конференцій.
Із жовтня 2009 року дійсний член The International Molinological Society \TIMS\ [Архівовано 13 червня 2021 у Wayback Machine.] (Міжнародне млинологічне товариство).

## Освітні й краєзнавчі проекти
Упродовж 2009—2014 рр. виступає співорганізатором щорічної наукової краєзнавчої конференції «Залізнякові читання», є головним редактором збірників статей.
2009 року (15-17 жовтня) організував Першу міжнародну наукову конференцію «Історія Українського традиційного млинарства».
Автор проекту «Млини України [Архівовано 26 листопада 2016 у Wayback Machine.]» (з 2007), метою якого є пошук, структуризація, поширення і популяризація інформації про пам'ятки млинарства на теренах України, привернення уваги суспільства до проблем їх охорони і збереження. Головний редактор наукового видання «Український Млинологічний Журнал».
Автор трьох сайтів:
- сайт «Івківці» (з 2005) — сайт села Івківці.
- сайт «Млини України» [Архівовано 20 грудня 2020 у Wayback Machine.] (з 2008 р.)
- сайт «Від Краю — до Краю» [Архівовано 20 червня 2022 у Wayback Machine.]

Співавтор та головний редактор туристичного путівника «Черкащина: від Краю — до Краю»
Автор краєзнавчої серії книг «Земля Героїв»

## Громадська робота
Із 2008 року голова правління Черкаської обласної молодіжної громадської організації «Молодь за відродження села»
Із 2009 року голова правління Черкаської обласної молодіжної громадської організації «Конгрес молодих вчених Черкащини»
Із 2009 року голова правління Всеукраїнської громадської організації «Українська Млинологічна Асоціація»

## Основні публікації
- [Архівовано 5 березня 2016 у Wayback Machine.] Медведівський Миколаївський монастир: від перших згадок до XXI ст. [Текст] / Н. П. Лавріненко // Український історичний журнал: Науковий журнал. — 2008. — N1. — С. 141—160 . — ISSN 0130-5247
- [Архівовано 17 січня 2008 у Wayback Machine.] Під покровом таємниці: Що нам відомо про Максима Залізняка? // День, 2006 — № 10, п'ятниця, 27 січня
- UNIQUE WINDMILLS OF THE KANIV REGION, UKRAINE // The collection of articles 13th International Symposium on Molinology. — Alborg, Denmark, 2011. — P.18-25.
- Православні монастирі Південної Київщини (соціально-економічна діяльність), 1793—1917 рр. [Текст] / Н. П. Лавріненко. — Черкаси: [Видавець ПП Чабаненко Ю. А.], 2009. — 215 с.
- Черкащина: Від Краю — до Краю. Туристичний путівник. — Черкаси, 2011. — 232 с.
- Максим Залізняк  — Київ, 2012. — 84 с.
- Гетьманський Медведівський Свято-Миколаївський монастир  — Черкаси: [Видавець ПП Чабаненко Ю. А., 2012. — 96 с.]
- Міти Холодного Яру (Перевидання післямови М.Мироненка до роману Ю.Горліс-Горського «Холодний Яр» видання 5, 1967 року, Лондон)  — Черкаси: Видавець ПП Чабаненко Ю. А., 2012. — 44 с.
- Феофан Лебединцев. «Мельхіседек Значко-Яворський» / за ред. Лавріненко Н. Передмова: Ластовський В. — Черкаси: Видавець ПП Чабаненко Ю. А., 2012. — 58 с.
- Чигиринська районна преса (1930—1996 рр.) / Матеріали до історії села Івківці. — Черкаси: Видавець ПП Чабаненко Ю. А., 2015. — 264 с.